# Perfetti Van Melle
Perfetti Van Melle is een wereldwijd opererende snoepgoedfabrikant.
Het bedrijf is in 2001 ontstaan nadat in januari van dat jaar het hoofdbedrijf van Van Melle, Van Melle NV, in aandelen opgekocht werd door het Italiaanse Perfetti S.p.A., waarmee het al sinds 1979 samenwerkte. In maart 2001 werd er een nieuw hoofdbedrijf opgericht onder de huidige naam.
De hoofdkantoren van het bedrijf zijn gevestigd in het Italiaanse Lainate en het Nederlandse Breda.
In Nederland zijn er productielocaties in Andelst (Look-O-Look), Breda (Mentos), Sittard (Smint en Frisk) en Weert (Fruittella).

## Geschiedenis Van Melle
Van Melle begon omstreeks 1840 als een bakkerij te Breskens. Deze verkocht ook suikerballetjes. In 1900 begon zoon Izaak van Melle deze ook machinaal te produceren. Omstreeks 1920 startte Izaaks broer Dirk-Machiel met een fabriek voor biscuits en wafels, waaronder het Mariakaakje. Het volgende rijm werd ter verkoop gehanteerd:
Moeders! Bezit ge nog jeugdige kind'ren?
Zorgt voor Van Melle's biscuits in de kast.
Maar sluit ze weg. Want slechts dat kan verhind'ren.
Dat ge Uw kind'ren bij 't snoepen verrast.
Men zocht internationaal naar recepturen en vanaf 1926 werden toffees vervaardigd, alsmede de vruchtenkaramel en pepermuntkaramel die vanuit Polen werden geïntroduceerd. Deze snoepjes zijn wereldwijd nog altijd populair onder de namen Fruittella en Mentos. Het bedrijf vond markten tot ver over de grenzen en in 1935 werd zelfs het eerste bedrijfsvliegtuig van Nederland, de Dubbele Arend, aangekocht. Op 11 september 1944 werd Breskens echter zwaar gebombardeerd door de geallieerden, waarbij ook de fabriek werd verwoest. In 1946 herstartte men de productie in Rotterdam. 
In 1982/83 verhuisde het bedrijf naar het voormalige Enka-terrein in Breda, adres: De Zoete Inval Er werkten toen 700 personen in Rotterdam, in Breda waren er ongeveer 650 mensen werkzaam. Er volgde een verdere expansie van het concern. In 1986 volgde overname van Peco, Den Haag (30 werknemers), en Gebrs. Verduyn Suikerwerken te Breskens (met 80 werknemers). Begin jaren 1990 telde Van Melle een 2300 werknemers. In 1997 kocht Van Melle een aandelenbelang van 5% in Klene. Van Melle realiseerde toen een jaaromzet van 808 miljoen gulden. Klene maakte onder meer muntdrop, hoestmelanges en kauwgom en had in 1996 een omzet van 60 miljoen gulden. In 1999 werden alle aandelen Klene opgekocht. Bij de twee bedrijven samen werkten 3200 mensen en de combinatie werd de nummer twee op de Nederlandse snoepmarkt na Redband Venco, een onderdeel van CSM.
In 2006 werd Chupa Chups overgenomen door Perfetti Van Melle, dat onder andere Lolly's en Smint pepermuntjes maakt.

## Galerij

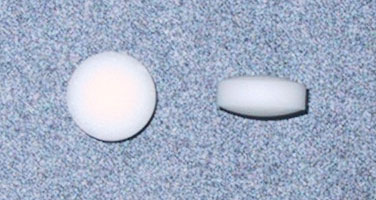
Frisk pepermuntjes
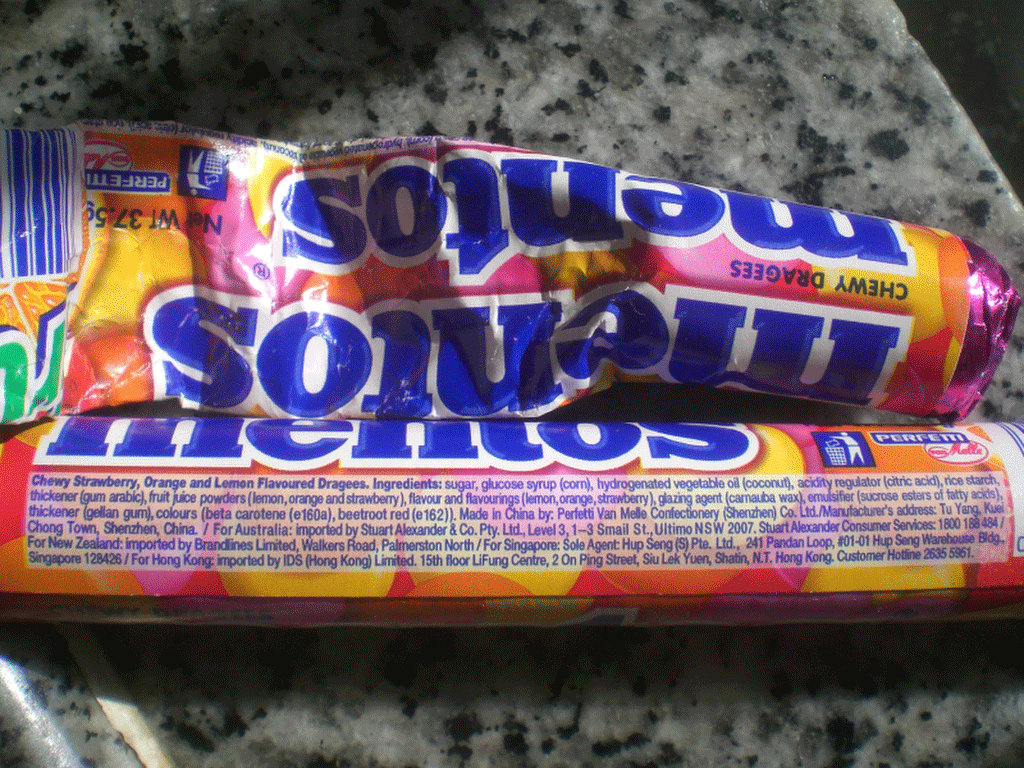
Mentos geproduceerd in Shenzhen, China